# Сан-Паулу-де-Фрадеш
Сан-Паулу-де-Фрадеш (порт. São Paulo de Frades; МФА: [ˈsɐ̃w ˈpaw.ɫu dɨ ˈfɾa.dɨʃ]) — парафія в Португалії, у муніципалітеті Коїмбра. Розташована в західній частині країни, на теренах історичної португальської провінції Бейра. Входить до складу округу Коїмбра. За адміністративним поділом, чинним до 1976 року, терени парафії були складовою провінції Берегова Бейра. Належить до Коїмбрської діоцезії Католицької церкви. Патрон — Діва Марія. Площа — 14,9721 км². Населення — 5824 ос. (2011). Сильно урбанізований регіон. Густота населення — 388,99 осіб/км²
. Код — 060323.

## Населення
| Кількість мешканців | Кількість мешканців | Кількість мешканців | Кількість мешканців | Кількість мешканців | Кількість мешканців | Кількість мешканців | Кількість мешканців | Кількість мешканців | Кількість мешканців | Кількість мешканців | Кількість мешканців | Кількість мешканців | Кількість мешканців | Кількість мешканців |
| ------------------- | ------------------- | ------------------- | ------------------- | ------------------- | ------------------- | ------------------- | ------------------- | ------------------- | ------------------- | ------------------- | ------------------- | ------------------- | ------------------- | ------------------- |
| 1864                | 1878                | 1890                | 1900                | 1911                | 1920                | 1930                | 1940                | 1950                | 1960                | 1970                | 1981                | 1991                | 2001                | 2011                |
| 869                 | 1 038               | 1 107               | 1 216               | 1 359               | 1 415               | 1 626               | 1 836               | 2 055               | 2 469               | 3 115               | 3 913               | 4 732               | 5 912               | 5 824               |